# Dadra i Nagar Haveli
Dadra i Nagar Haveli (gujarati: દાદરા અને નગર હવેલી, Hindi: दादर और नगर हवेली, Urdu: دادرہ اور ناگر حویلی) és un territori de la Unió Índia, format amb antics territoris de la colònia portuguesa de Goa entre Gujarat i Maharashtra. És al nord de Bombai, entre la costa de la mar d'Aràbia i les muntanyes de Sahyadri.
El 55% dels habitants parlen bhili, el 21,9% gujarati i el 12,3% konkani. És una àrea agrícola, amb l'arròs com a producte principal.
Fou ocupada per Portugal el 1779 i integrada en el districte de Daman i Diu. El 1954 fou entregada a l'Índia, qui en formà un territori.